# يوهان مانهاردت

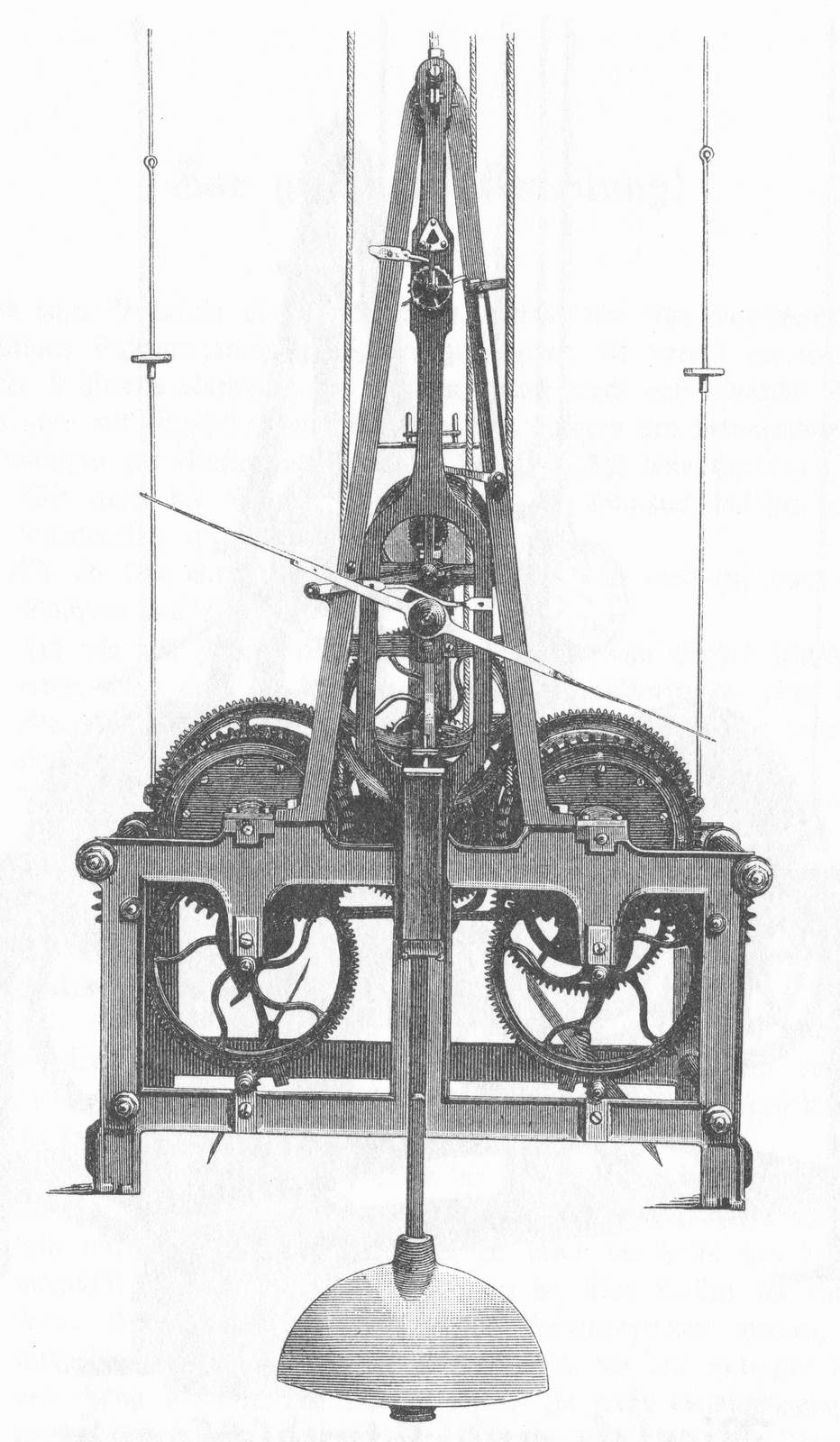
ساعة من تصميم مانهاردت.

يوهان مانهاردت (بالألمانية: Johann Michael Mannhardt) (31 أغسطس 1798 - 25 أغسطس 1878) هو مخترع وميكانيكي وصانع ساعات ألماني. 